# Svanerne i Sortedamssøen
Svanerne i Sortedamssøen je dánský němý film z roku 1897. Režisérem je Peter Elfelt (1866–1931). Film trvá asi půl minuty a jedná se o jeden z prvních dánských filmů. Film měl v Dánsku premiéru 26. prosince 1897.

## Děj
Film zachycuje labutě na jezeře v Kodani.